# 1890
1890 (MDCCCXC) byl rok, který dle gregoriánského kalendáře započal středou.

## Události
Automatický abecedně řazený seznam viz Kategorie:Události roku 1890

### Česko
- září – Stoletá povodeň na Vltavě, zaplaveno Staré Město až po Staroměstské náměstí, zřítilo se několik oblouků Karlova mostu.[1]
- V Ruprechticích u Liberce vznikla firma Koch & Korselt vyrábějící pianina. Po roce 1945 byla převzata firmou Petrof.

### Svět

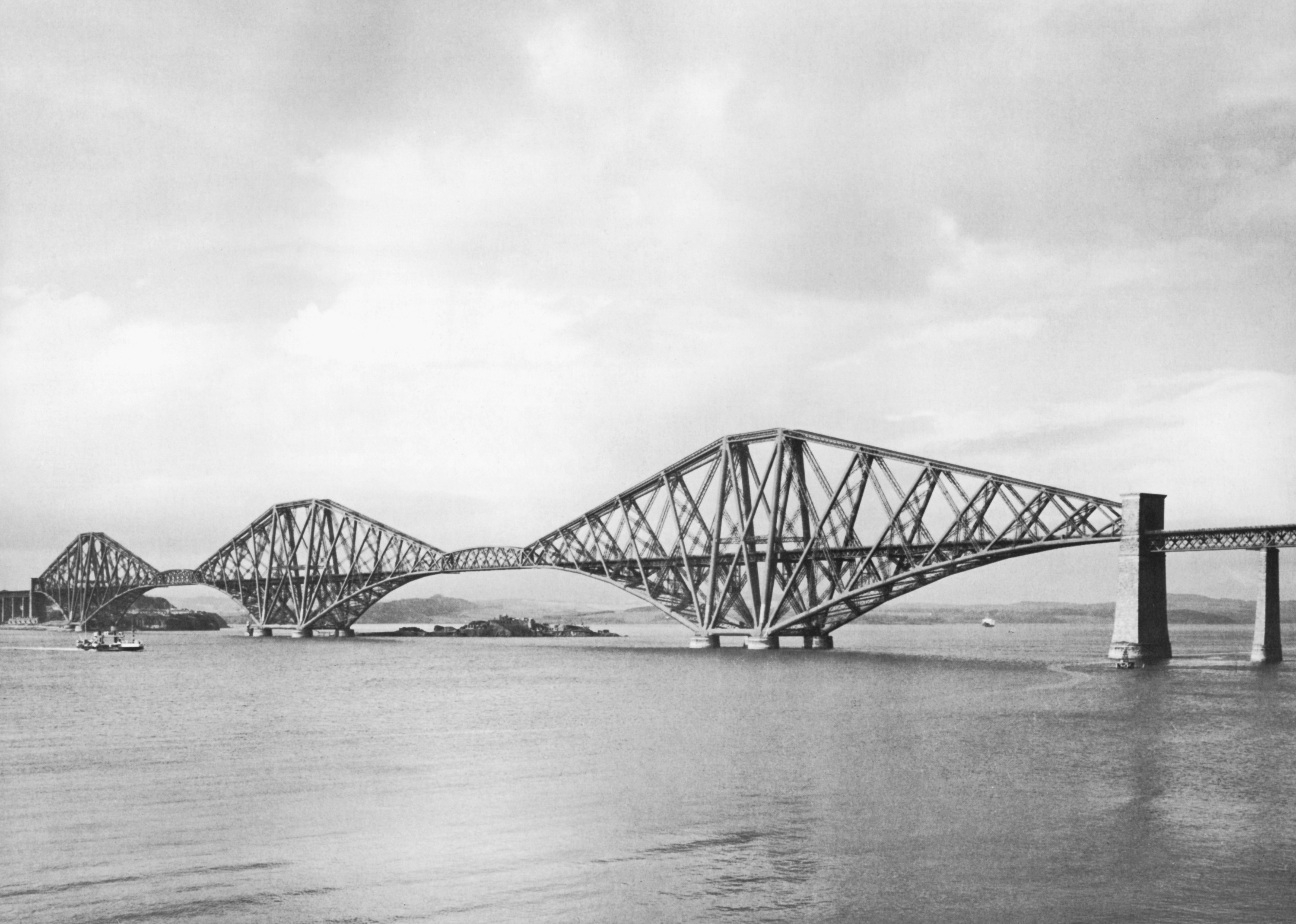
Most Forth Bridge

- 25. ledna – Americká novinářka Nellie Bly dokončila cestu kolem světa za 72 dní.
- 4. března – Ve Skotsku byl otevřen 2,5 km dlouhý železniční most Forth Bridge.
- 18. března – Rezignoval první německý kancléř Otto von Bismarck. Jeho nástupce se o dva dny později stal Leo von Caprivi.
- 1. května – poprvé se slavil Svátek práce
- 4. července – Po převozu ostatků z Paříže byl v kryptě katedrály na Wawelu slavnostně pohřben polský spisovatel Adam Mickiewicz
- 3. července – Idaho se stalo 43. státem USA.
- 10. července – Wyoming se stal 44. státem USA.
- 6. srpna – V USA byl poprvé popraven člověk (William Kemmler) na elektrickém křesle.
- 23. listopadu – Bez mužských potomků zemřel nizozemský král Vilém III., čímž Lucembursko získalo samostatnost. Na nizozemský trůn nastoupila jeho dcera Vilemína.
- 29. prosince – Masakr u Wounded Knee
- Vyroben první čtyřkolový automobil poháněný Daimlerovým benzinovým motorem; Peugeot.
- V Detroitu vznikla firma Packard na výrobu luxusních automobilů.

## Vědy a umění

Vincent van Gogh: Bílý dům v noci (1890)

- 23. ledna – Založena Česká akademie věd a umění.
- 9. listopadu – Premiéra divadelní hry Gabriely Preissové Její pastorkyňa
- 29. listopadu – Francouzská opereta Florimonda Hervé Mamzelle Nitouche měla premiéru v Národním divadle v Praze.
- Byl objeven chemický prvek europium.
- Nikola Tesla sestrojil generátory střídavého proudu o vysokém kmitočtu a konal pokusy s bezdrátovým přenosem energie. Napsal, že vysokofrekvenční proudy patrně naleznou uplatnění i ve sdělovací technice.
- Založeno Muzeum dějin Paříže
- Poprvé byla udělena Darwinova medaile
- Při sčítání lidu v USA byla poprvé použita technologie děrného štítku pro automatizované zpracování dat.

## Knihy
- James Frazer – Zlatá ratolest
- Francis Bret Harte – Clarence Brant
- Karel May – Duch Llana Estacada
- Karel May – Syn lovce medvědů
- Jules Verne – Oceánem na kře ledové
- Oscar Wilde – Obraz Doriana Graye
- Strongova konkordance

## Narození

### Česko

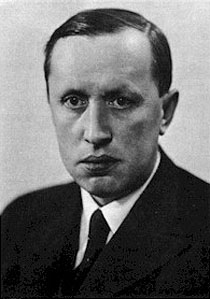
Karel Čapek (* 9. ledna)

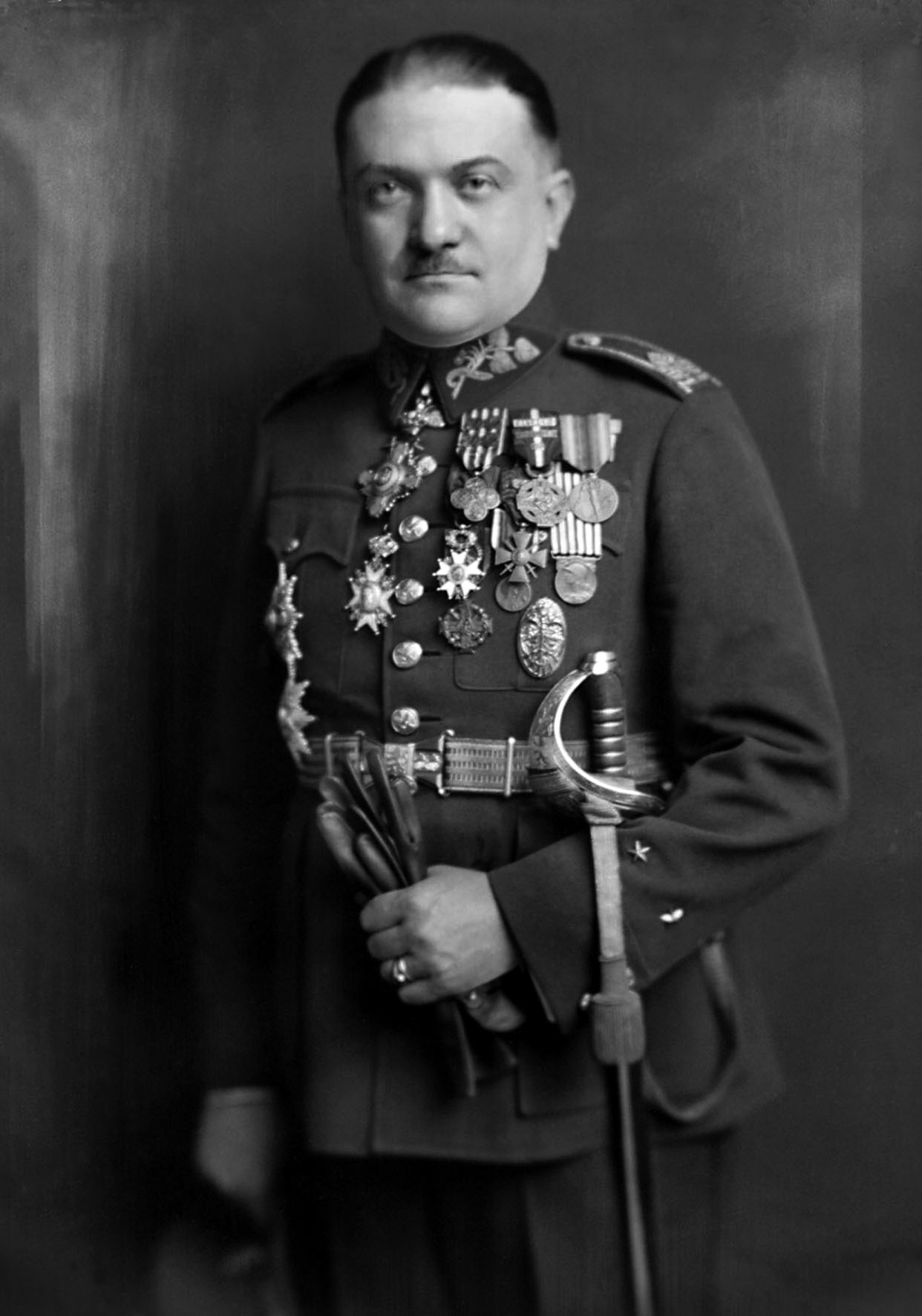
Alois Eliáš (* 29. září)

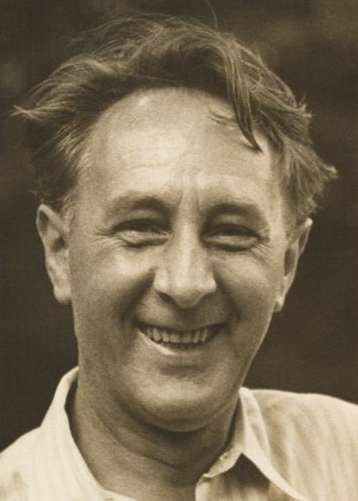
Bohuslav Martinů (* 8. prosince)

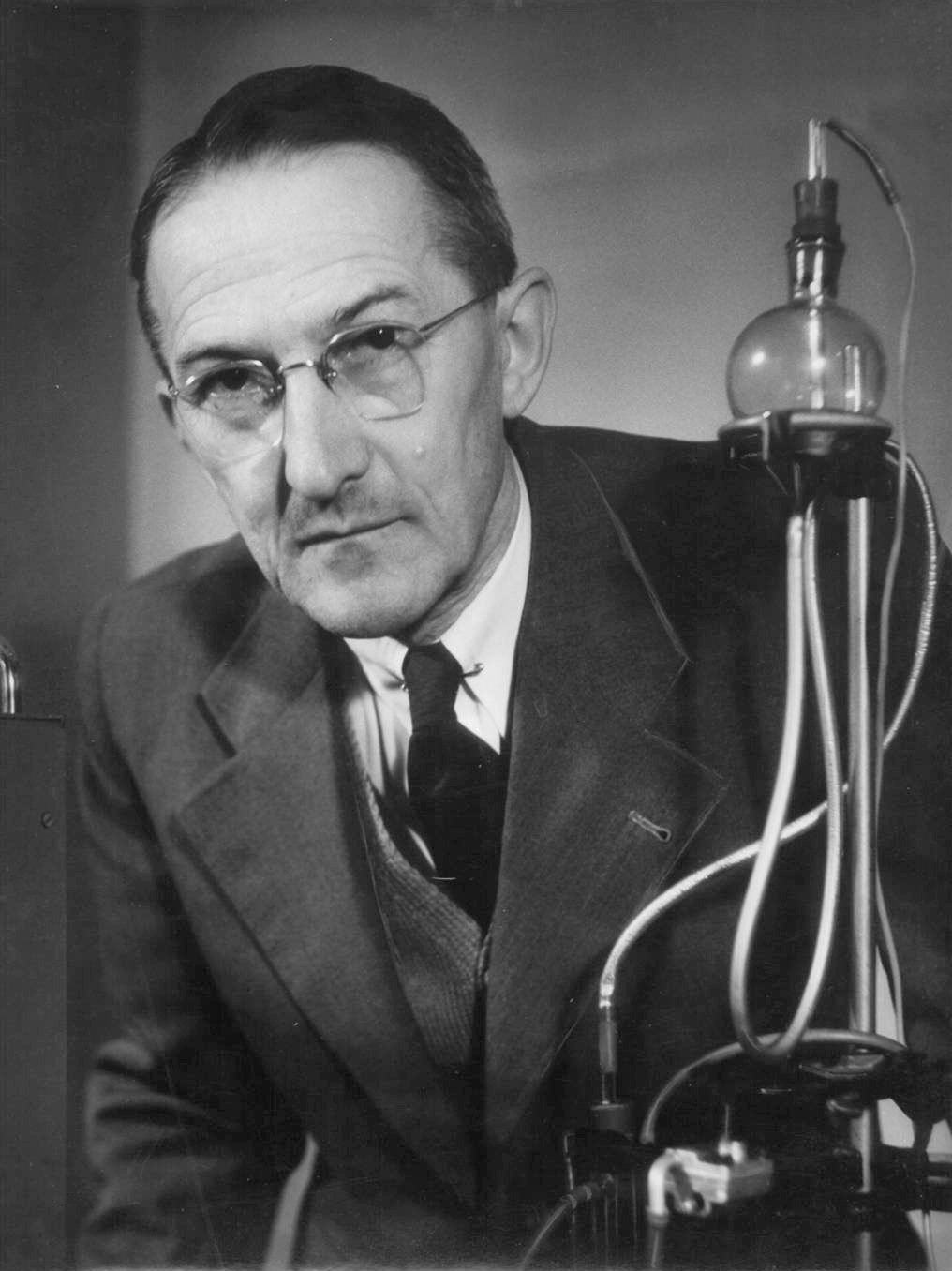
Jaroslav Heyrovský (* 20. prosince)

- 04. ledna – Viktor Lustig, profesionální podvodník († 11. března 1947)
- 08. ledna – Rudolf Medek, legionář a spisovatel († 22. srpna 1940)
- 09. ledna – Karel Čapek, spisovatel († 25. prosince 1938)
- 12. ledna
  - Karel Böhm, právník, hudební skladatel a dirigent († 13. dubna 1973)
  - Jindřich Suza, profesor botaniky († 19. listopadu 1951)
- 18. ledna – Antonín Pokorný, violista a hudební skladatel († 1975)
- 21. ledna – Ernst Wiesner, brněnský architekt († 15. července 1971)
- 24. ledna – Karel Kalista, herec a divadelní režisér († 13. září 1954)
- 28. ledna
  - Albert Vyskočil, spisovatel, literární kritik a překladatel († 4. prosince 1966)
  - Juraj Slávik, československý politik, ministr československých vlád a diplomat († 20. května 1969)
- 29. ledna – Bohuslav Fiala, československý brigádní generál († 16. září 1964)
- 30. ledna
  - Jarmila Kurandová, herečka († 6. prosince 1978)
  - Jan Oswald, geolog, mineralog a spisovatel († 31. ledna 1970)
- 11. února – Richard Kubla, operní pěvec († 9. července 1964)
- 17. února – Zdena Wattersonová, novinářka, překladatelka, publicistka († 19. prosince 1980)
- 08. března – František Antonín Jelínek, akademický malíř († 26. února 1977)
- 13. března – Josef Kubíček, malíř, sochař a řezbář († 29. listopadu 1972)
- 19. března
  - Josef Kylies, malíř († 16. června 1946)
  - Josef Opitz, historik umění († 24. dubna 1963)
- 25. března – Vlasta Javořická, spisovatelka († 1. srpna 1978)
- 01. dubna – Berthold Epstein, pediatr († 9. června 1962)
- 12. dubna – Jana Kovaříková, herečka († 23. května 1960)
- 18. dubna – Jindřich Nygrín, muzejník, regionální historik, archivář a konzervátor († 29. ledna 1962)
- 02. května – Jaroslav Igor Vilímek, legionář, starodružiník († 23. června 1917)
- 04. května
  - Karel Adam, filolog a překladatel († ?)
  - Bedřich Vrbský, herec, režisér a dramatik († 23. února 1966)
- 05. května – Josefa Pechlátová, herečka († 29. září 1974)
- 06. května – František Janoušek, malíř († 23. ledna 1943)
- 08. května – Jaroslav Stockar, architekt († 6. února 1977)
- 09. května – Alexandr Vladimír Hrska, malíř, grafik a scénograf († 23. října 1954)
- 13. května – Jan Víšek, architekt († 6. června 1966)
- 02. června – Miloš Klicman, knižní grafik († 23. října 1957)
- 06. června – Jindřich Freiwald, architekt († 8. května 1945)
- 13. června – Antonín Friedl, historik umění († 5. listopadu 1975)
- 01. července – Rudolf Jílovský, kabaretiér, zpěvák, šansoniér, herec a redaktor († 7. června 1954)
- 31. července – František Roubík, historik († 5. května 1974)
- 09. srpna
  - František Jílek-Oberpfalcer, jazykovědec, vysokoškolský pedagog a překladatel († 6. března 1973)
  - Josef Fojtík, sochař a pedagog († 5. května 1966)
- 13. srpna – Josef Hronek, římskokatolický teolog, církevní a literární historik († 23. září 1954)
- 14. srpna – Otto Albert Tichý, hudební skladatel, pedagog a varhaník († 21. října 1973)
- 17. srpna – Ludvík Krejčí, armádní generál, legionář († 9. února 1972)
- 18. srpna – Adolf Schwarzenberg, šlechtic, příslušník hlubocko-krumlovské větve († 27. února 1950)
- 20. srpna – Bohuslav Stočes, báňský vědec a rektor Vysoké školy báňské († 8. června 1969)
- 29. srpna – Vilém Laufberger, lékař, fyziolog († 29. prosince 1986)
- 04. září – Karel Kavina, botanik († 21. ledna 1948)
- 06. září
  - František Ježek, ministr československých vlád a poslanec († 29. listopadu 1969)
  - Kliment Matějka, vojenský kapelník a hudební pedagog († 19. března 1959)
- 09. září – Vilém Zítek, operní pěvec-basista († 11. srpna 1956)
- 10. září – Franz Werfel, rakousko-český, německy píšící spisovatel († 26. srpna 1945)
- 14. září
  - Ladislav Kuncíř, nakladatel († 5. června 1974)
  - Rudolf Černý, kladenský architekt († 1. dubna 1977)
- 18. září – Vladimír Ambros, hudební skladatel, dirigent a pedagog († 12. května 1956)
- 24. září – Rudolf Viest, ministr čs. vlády v exilu, slovenský generál († 1945)
- 26. září – Vladimír Slavínský, herec, básník, scenárista a filmový režisér († 16. srpna 1949)
- 27. září – Miroslav Pospíšil, fotbalista, československý reprezentant († ? 1964)
- 29. září – Alois Eliáš, předseda protektorátní vlády, účastník domácího odboje († 19. června 1942)
- 01. října
  - Jaroslav Josef Malý, cestovatel,orientalista, spisovatel a chemik († 12. srpna 1975)
  - Eduard Fiedler, starosta Chomutova, ministr zemské vlády v Bádensku-Württembersku († 12. června 1963)
- 02. října – Felix Zrno, sbormistr, hudební skladatel a pedagog († 11. března 1981)
- 24. října – Marie Provazníková, náčelnice Sokola, emigrantka († 11. ledna 1991)
- 30. října – Otokar Walter ml., sochař († 8. května 1963)
- 05. listopadu – Jan Zrzavý, malíř († 12. října 1977)
- 07. listopadu – Jan Matulka, americký malíř českého původu († 25. června 1972)
- 09. listopadu – Rudolf Hromada, autorem esperantských slovníků a překladatel († 26. října 1964)
- 11. listopadu – Hana Dostalová, malířka, ilustrátorka, textilní a sklářská návrhářka († 25. února 1981)
- 12. listopadu – Hermína Vojtová, herečka († 3. září 1976)
- 21. listopadu – Miloš Weingart, jazykovědec, slavista, byzantolog, literární historik a překladatel († 12. ledna 1939)
- 25. listopadu – Karel Hansa, cestovatel a spisovatel († 1951)
- 03. prosince
  - Otto Matoušek, malíř a legionář († 3. března 1977)
  - Karel Šmirous, vědec a průkopník barevné fotografie († 8. února 1981)
- 06. prosince – Marie Zápotocká, manželka československého prezidenta Antonína Zápotockého († 7. června 1981)
- 08. prosince
  - Bohuslav Martinů, hudební skladatel († 28. srpna 1959)
  - Karel Nový, spisovatel († 23. listopadu 1980)
- 16. prosince – Maryša Radoňová Šárecká, spisovatelka († 15. října 1958)
- 20. prosince – Jaroslav Heyrovský, objevitel a zakladatel polarografie, nositel Nobelovy ceny († 27. března 1967)
- 30. prosince – František Myslivec, malíř († 28. září 1965)
- 0neznámé datum
  - Antonín Vysloužil, katolický kněz, oběť komunistického teroru († 9. prosince 1945)
  - Václav Breindl, zoolog († 1948)

### Svět

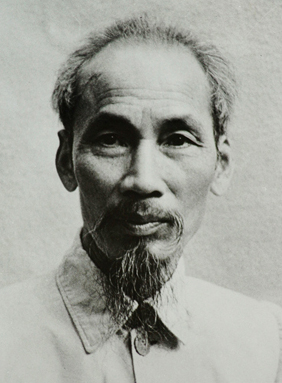
Ho Či Min (* 19. května)

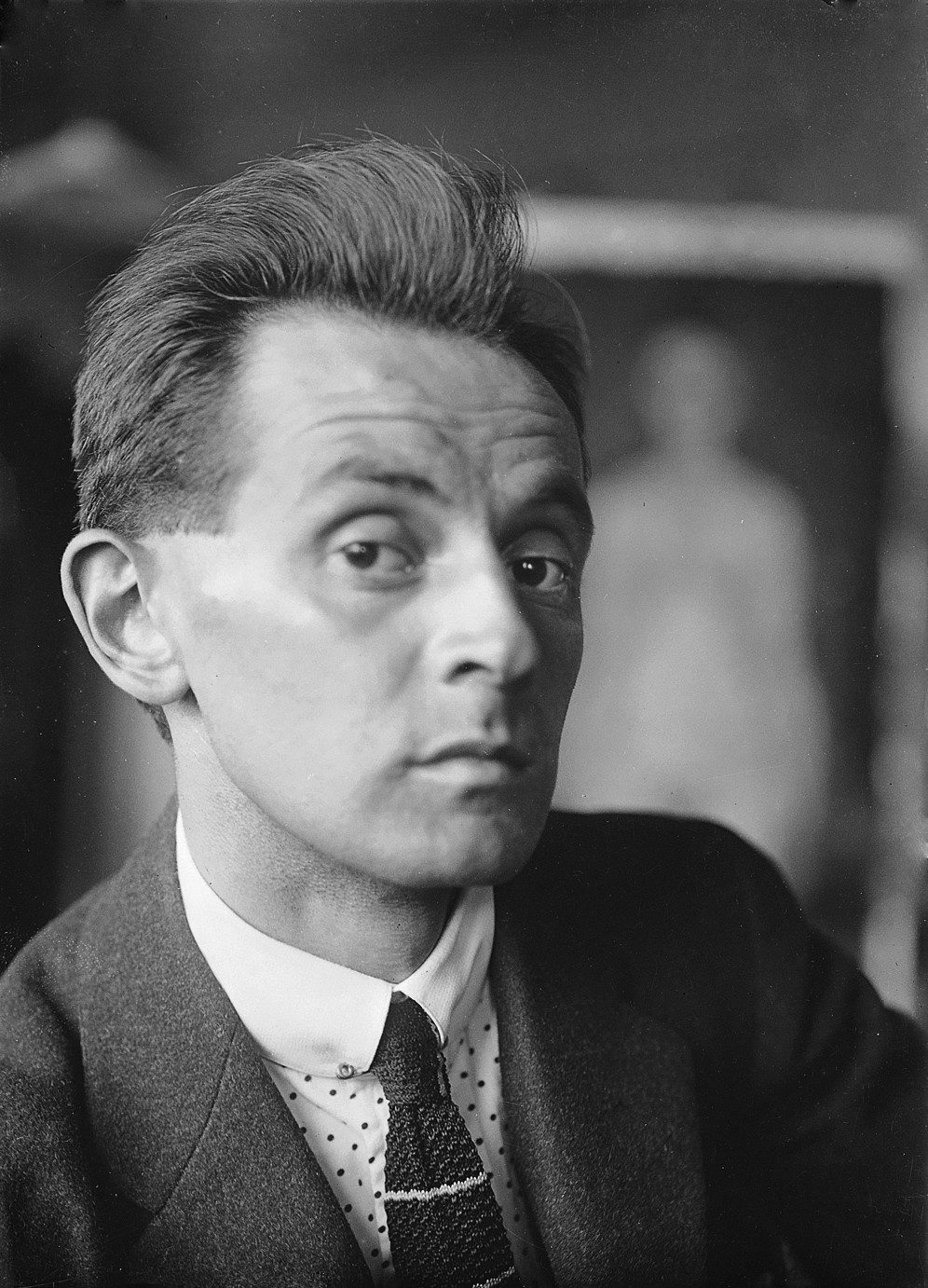
Egon Schiele (* 12. června)

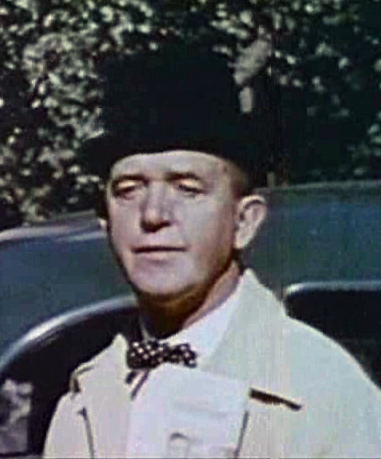
Stan Laurel (* 16. června)

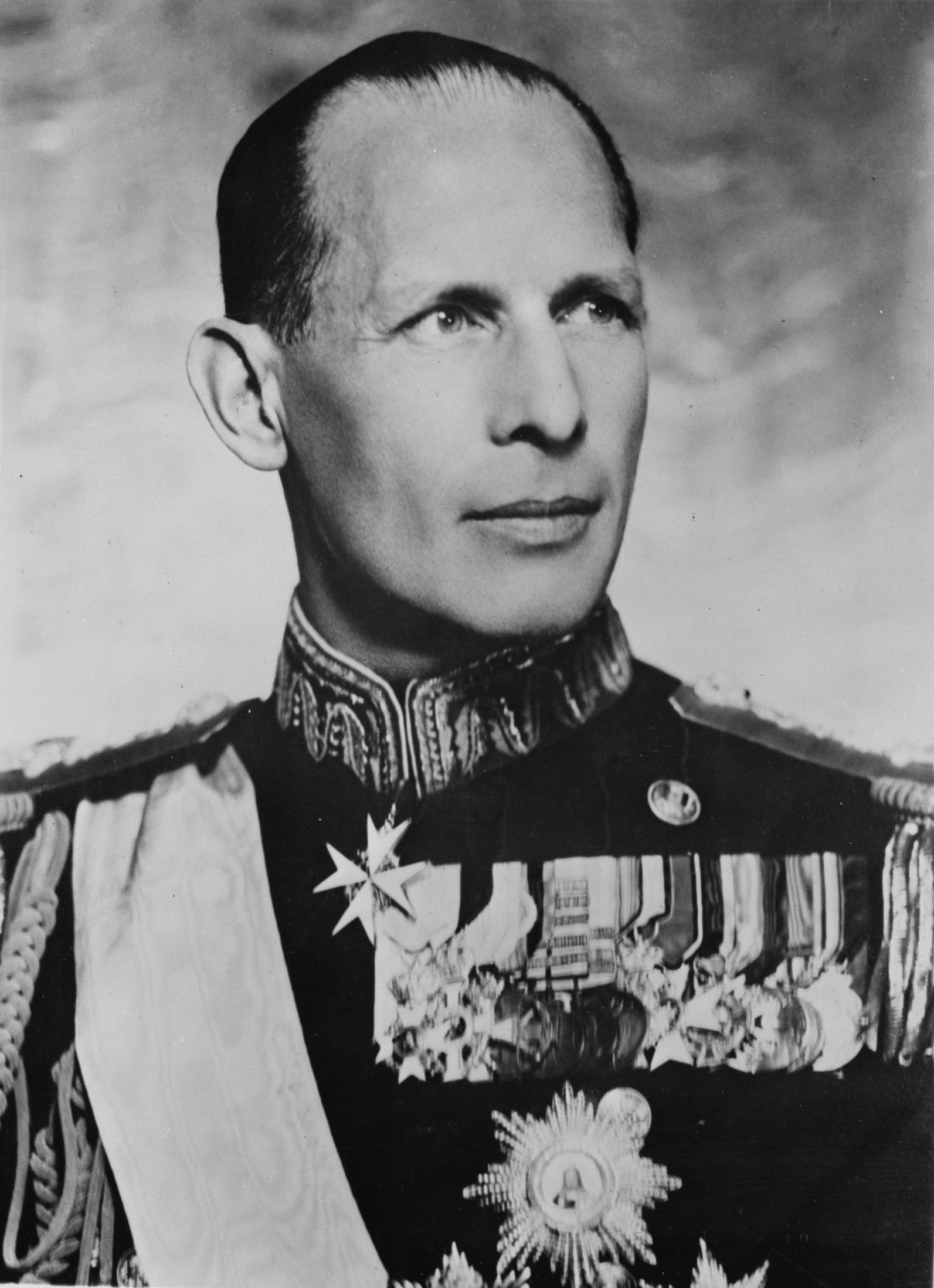
Jiří II. (* 19. července)

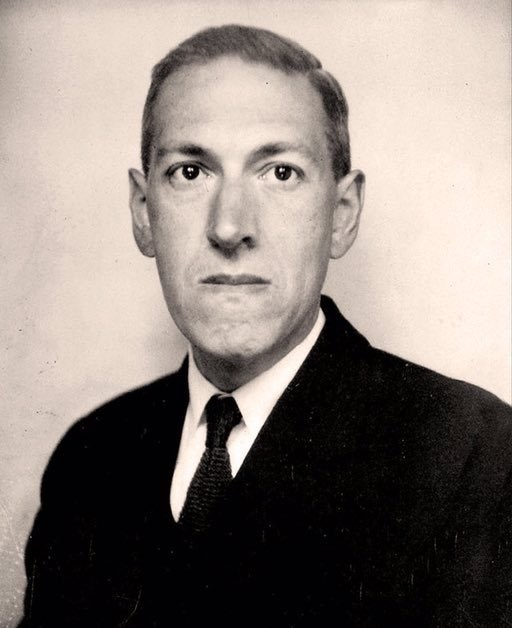
Howard Phillips Lovecraft (* 20. srpna)

Agatha Christie (* 15. září)

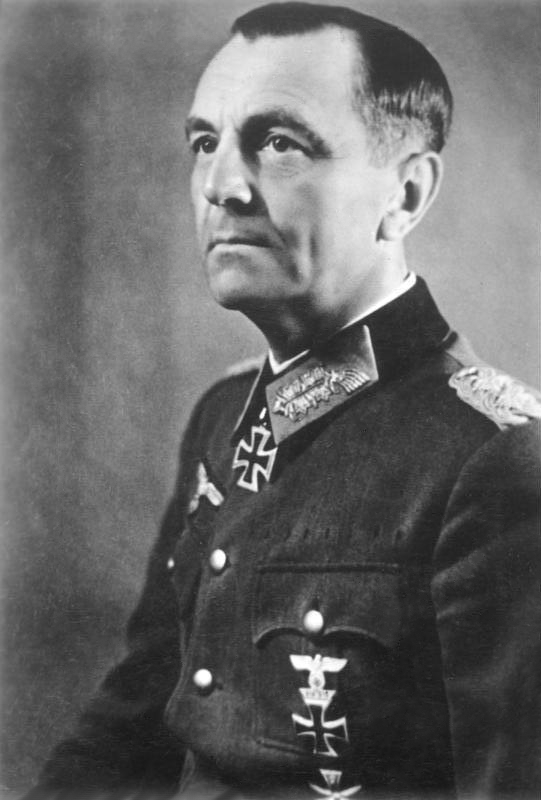
Friedrich Paulus (* 23. září)

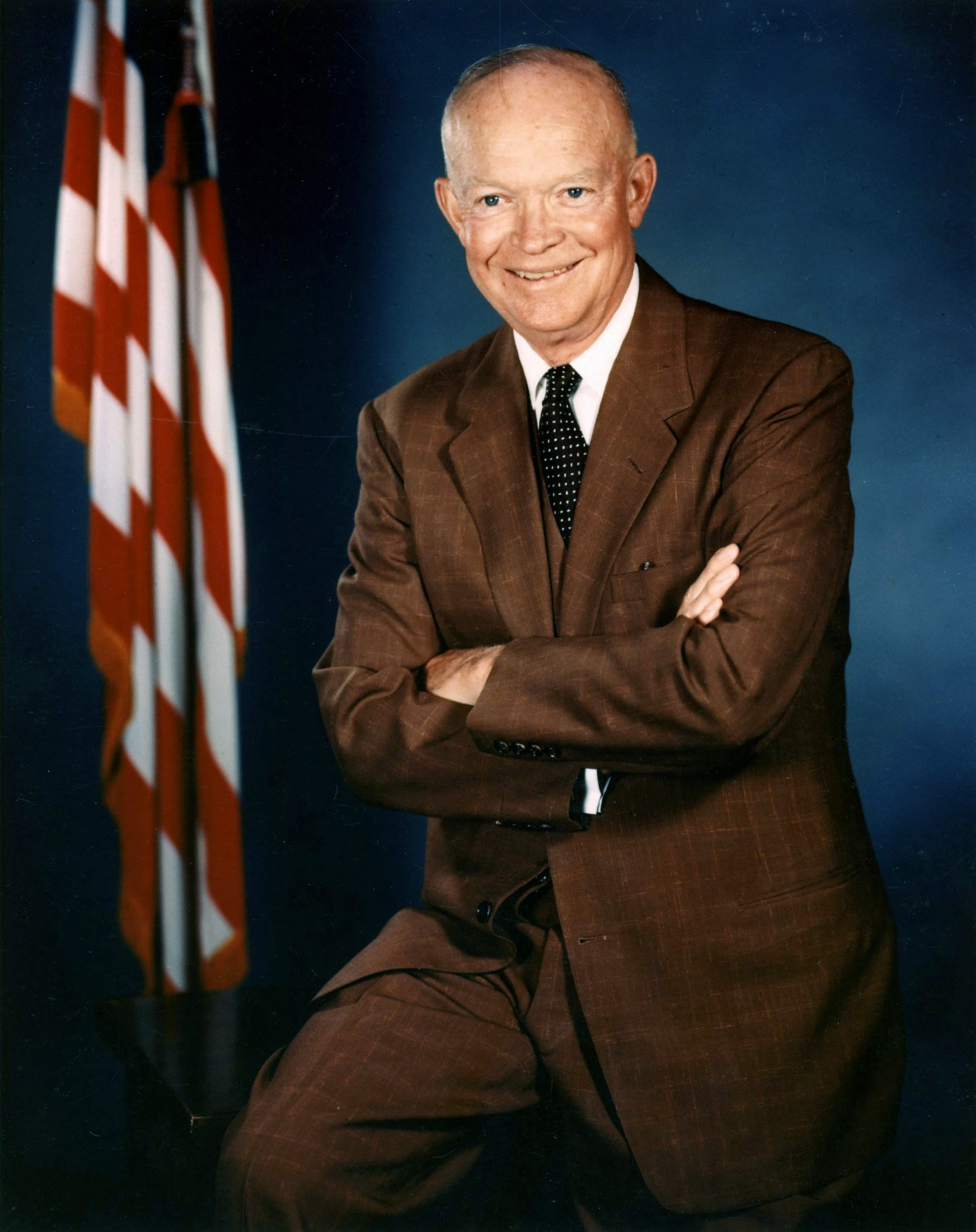
Dwight D. Eisenhower (* 14. října)

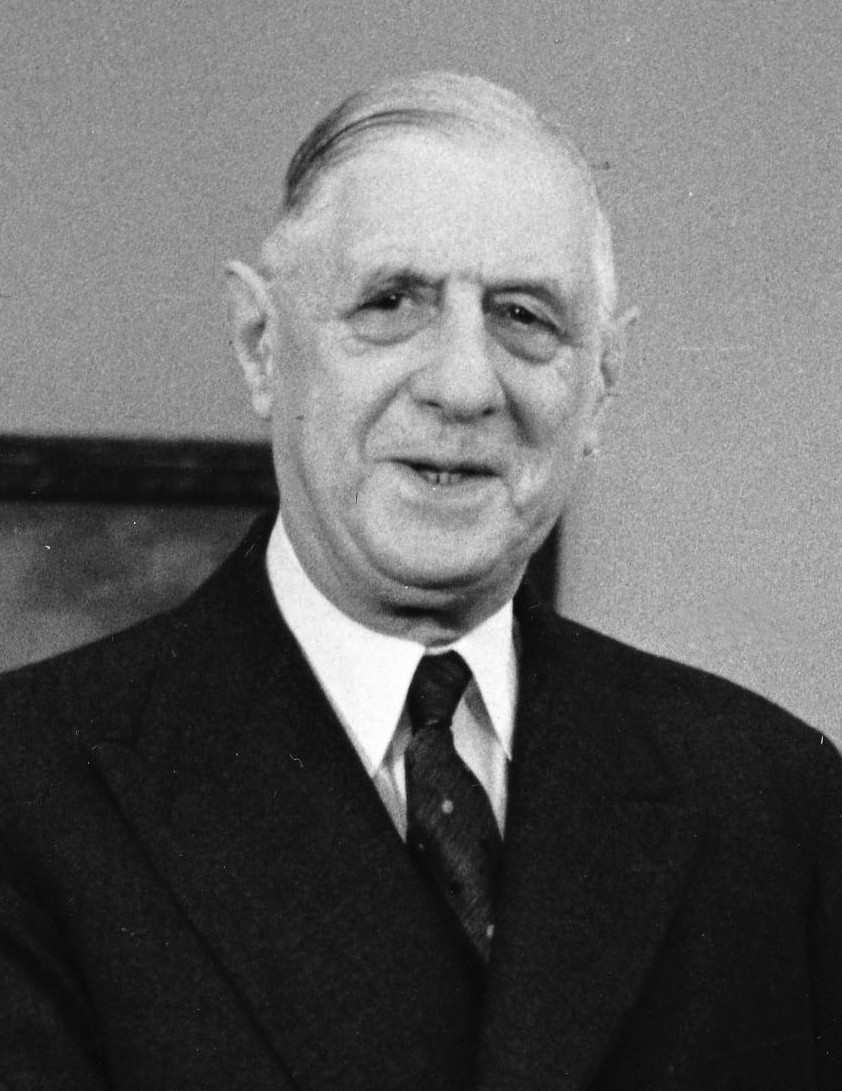
Charles de Gaulle (* 22. listopadu)

- 04. ledna – Moša Pijade, jugoslávský komunistický politik a partyzán († 15. března 1957)
- 06. ledna – Sára Aaronsohnová, členka židovské špionážní sítě Nili († 9. října 1917)
- 07. ledna – Henny Portenová, německá herečka éry němého filmu († 15. října 1960)
- 09. ledna – Kurt Tucholsky, německý novinář, satirik a spisovatel († 21. prosince 1935)
- 10. ledna – Rowland Fraser, skotský ragbista († 1. července 1916)
- 12. ledna – Vasilij Erošenko, ruský spisovatel, esperantista († 23. prosince 1952)
- 15. ledna – Wilhelm Heckrott, německý malíř a grafik († 4. ledna 1964)
- 19. ledna – Elmer Niklander, finský olympijský vítěz v hodu diskem († 12. listopadu 1942)
- 22. ledna
  - Frederick M. Vinson, americký právník a předseda Nejvyššího soudu USA († 8. září 1953)
  - Grigorij Samuilovič Landsberg, sovětský fyzik († 2. února 1957)
- 30. ledna – Albert Zürner, německý olympijský vítěz ve skocích do vody († 18. července 1920)
- 01. února – Germaine Lubin, francouzská sopranistka († 27. října 1979)
- 07. února – Walter Dexel, německý malíř a grafik († 8. června 1973)
- 09. února – Jacobus Johannes Pieter Oud, nizozemský architekt († 5. dubna 1963)
- 10. února
  - Fanny Kaplanová, ruská politická revolucionářka († 3. září 1918)
  - Boris Leonidovič Pasternak, ruský básník a spisovatel, nositel Nobelovy ceny († 30. května 1960)
- 11. února – Anton Giulio Bragaglia, italský fotograf († 15. července 1960)
- 17. února – Ronald Fisher, anglický statistik, evoluční biolog, eugenik a genetik († 29. července 1962)
- 20. února – Alma Richards, americký olympijský vítěz ve skoku do výšky 1912 († 3. dubna 1963)
- 22. února – Alfred Duff Cooper, britský politik a diplomat († 1. ledna 1954)
- 25. února – Myra Hessová, britská klavíristka († 25. listopadu 1965)
- 01. března – Jan Duiker, nizozemský architekt († 23. února 1935)
- 02. března – Paul de Kruif, americký mikrobiolog a spisovatel († 28. února 1971)
- 03. března – Gerardus van der Leeuw, nizozemský protestantský farář, religionista a egyptolog († 18. listopadu 1950)
- 09. března – Vjačeslav Michajlovič Molotov, sovětský ministr zahraničí († 8. listopadu 1986)
- 11. března – Vannevar Bush, americký profesor elektronického inženýrství († 30. června 1974)
- 15. března – Nikolaj Smirnov, sovětský spisovatel († 27. června 1933)
- 16. března – Solomon Michoels, sovětský divadelní herec a ředitel Moskevského státního židovského divadla († 13. ledna 1948)
- 17. března – Marie Frommer, německá architektka († 16. listopadu 1976)
- 18. března – Henri Decoin, francouzský spisovatel, scenárista a režisér († 4. července 1969)
- 20. března – Beniamino Gigli, italský operní zpěvák († 30. listopadu 1957)
- 31. března
  - William Lawrence Bragg, britský fyzik († 1. července 1971)
  - Benjamin Adams, americký atlet († 14. března 1961)
- 06. dubna – Anthony Fokker, nizozemský letecký konstruktér († 23. prosince 1939)
- 11. dubna – Rachele Mussoliniová, manželka Benita Mussoliniho († 30. října 1979)
- 15. dubna
  - Josif Rodionovič Apanasenko, sovětský vojevůdce († 5. června 1943)
  - Nikolaj Sergejevič Trubeckoj, ruský jazykovědec a etnolog († 25. června 1938)
- 17. dubna
  - Art Acord, americký herec němého filmu a rodeový šampion († 4. ledna 1931)
  - Victoria Ocampová, argentinská spisovatelka († 27. ledna 1979)
- 20. dubna – Adolf Schärf, prezident Rakouska († 28. února 1965)
- 21. dubna – Benno Landsberger, německý asyriolog († 26. dubna 1968)
- 22. dubna – Juan Vert, španělský hudební skladatel († 16. února 1931)
- 26. dubna – Mykola Zerov, ukrajinský literární vědec, literární kritik, básník a překladatel († 3. listopadu 1937)
- 28. dubna – Curt Eisner, polsko-německý entomolog a muzejník († 30. prosince 1981)
- 30. dubna – Géza Lakatos, maďarský generál, předseda vlády († 21. května 1967)
- 10. května – Alfred Jodl, náčelník operačního štábu německých ozbrojených sil za druhé světové války († 16. října 1946)
- 11. května – Helge Løvland, norský olympijský vítěz v desetiboji († 26. dubna 1984)
- 12. května – Kurt Student, generál německé Luftwaffe za druhé světové války († 1. července 1978)
- 13. května – Nikola Mirkov, srbský inženýr, autor modernizace kanálu Dunaj–Tisa–Dunaj († 23. července 1957)
- 19. května – Ho Či Min, prezident severního Vietnamu († 2. září 1969)
- 23. května – Dagmar Dánská, dcera dánského krále Frederika VIII. († 11. října 1961)
- 25. května – Alexandr Jakovlevič Arosev, ruský spisovatel, politik a diplomat († 10. února 1938)
- 26. května – Samuil Fejnberg, ruský hudební skladatel a klavírista († 22. října 1962)
- 29. května – Feodora Sasko-Meiningenská, sasko-výmarsko-eisenašská velkovévodkyně († 12. března 1972)
- 30. května – Róbert Pobožný, biskup neilenský, apoštolský administrátor rožňavský († 9. června 1972)
- 07. června – Hjalmar Riiser-Larsen, norský letec, polárník, podnikatel a voják († 3. června 1965)
- 12. června
  - Perec Bernstein, ministr obchodu a průmyslu Izraele († 21. března 1971)
  - Egon Schiele, rakouský malíř († 31. října 1918)
- 16. června – Stan Laurel, anglický komik a režisér († 23. února 1965)
- 18. června
  - Frank Forde, premiér Austrálie († 28. ledna 1983)
  - Avraham Granot, izraelský politik († 5. července 1962)
- 19. června
  - Wallis Simpsonová, manželka britského krále Eduarda VIII. († 24. dubna 1986)
  - Karl Patterson Schmidt, americký herpetolog († 26. září 1957)
- 21. června – John Mitchell Nuttall, anglický fyzik († 28. ledna 1958)
- 22. června – Aleksander Warma, předseda estonské exilové vlády († 23. prosince 1970)
- 25. června – Walter Trier, německý ilustrátor († 8. července 1951)
- 28. června – Iván Hindy, maďarský vojenský velitel († 29. srpna 1946)
- 06. července – Dhan Gopal Mukerdží, indický spisovatel († 14. července 1936)
- 14. července – Ossip Zadkine, sochař a grafik ruského původu († 25. listopadu 1967)
- 20. července
  - Giorgio Morandi, italský malíř a grafik († 18. června 1964)
  - Jiří II. Řecký, řecký král († 1. dubna 1947)
- 21. července – Eduard Dietl, německý generál Wehrmachtu za druhé světové války († 23. června 1944)
- 26. července
  - Seiiči Itó, japonský admirál († 7. dubna 1945)
  - Virginie Hériotová, francouzská průkopnice jachtingu († 28. srpna 1932)
- 27. července – Armas Taipale, finský olympijský vítěz v hodu diskem († 8. listopadu 1976)
- 30. července – Marie Staszewska, polská katolická řeholnice, mučednice, blahoslavená († 27. července 1943)
- 03. srpna – Konstantin Melnikov, ruský architekt († 28. listopadu 1974)
- 05. srpna – Naum Gabo, ruský sochař, malíř a architekt († 23. srpna 1977)
- 15. srpna – Jacques Ibert, francouzský hudební skladatel († 5. února 1962)
- 18. srpna
  - Georgij Pjatakov, sovětský politik a člen Levé opozice († 30. ledna 1937)
  - Walther Funk, německý nacistický politik a válečný zločinec († 31. května 1960)
- 19. srpna – Jicchak Sade, velitel Hagany a spolutvůrce izraelské armády († 21. srpna 1952)
- 20. srpna – Howard Phillips Lovecraft, americký básník a spisovatel († 15. března 1937)
- 21. srpna – Vladimír Velecký, slovenský velkostatkář a partyzán († 8. listopadu 1951)
- 24. srpna – Duke Kahanamoku, americký plavec, držitel tří zlatých a dvou stříbrných olympijských medailí († 22. ledna 1968)
- 27. srpna – Man Ray, americký malíř, fotograf, sochař a filmař († 18. listopadu 1976)
- 30. srpna – Dmitrij Cvetkov, votský učitel a lingvista († 1930)
- 04. září – Michał Rola-Żymierski, polský maršál († 15. října 1989)
- 09. září – Kurt Lewin, americký psycholog († 12. února 1947)
- 10. září – Elsa Schiaparelliová, italská oděvní návrhářka († 13. listopadu 1973)
- 11. září – Knud Andersen, dánský námořník a spisovatel († 1. června 1980)
- 15. září
  - Frank Martin, švýcarský hudební skladatel († 21. listopadu 1974)
  - Agatha Christie, anglická spisovatelka († 12. ledna 1976)
- 16. září – Avigdor Hame'iri, izraelský spisovatel, novinář, básník a dramatik († 3. dubna 1970)
- 17. září – France Bevk, slovinský prozaik, básník a překladatel († 17. září 1970)
- 20. září – Rachel Bluwsteinová, hebrejská básnířka († 16. dubna 1931)
- 21. září – Max Immelmann, německý stíhací pilot († 18. června 1916)
- 22. září – Frederick John Kiesler, rakousko-americký sochař, scénograf, teoretik a architekt († 27. prosince 1965)
- 23. září
  - Kakudži Kakuta, admirál japonského císařského námořnictva († 2. srpna 1944)
  - Friedrich Paulus, německý polní maršál v druhé světové válce († 1. února 1957)
- 25. září – Grigorij Michajlovič Semjonov, velitel Bílé armády, ataman Zabajkalských kozáků († 30. srpna 1946)
- 26. září – Baba Sali, marocký sefardský rabín a kabalista († 8. ledna 1984)
- 01. října – Stanley Holloway, anglický herec, zpěvák a konferenciér († 30. ledna 1982)
- 02. října – Groucho Marx, americký komik († 19. srpna 1977)
- 08. října
  - Henrich Focke, německý letecký konstruktér († 25. února 1979)
  - Karl Harrer, zakládající člen německé dělnické strany (DAP) († 5. září 1926)
- 14. října – Dwight D. Eisenhower, pětihvězdičkový generál a 34. prezident Spojených států amerických († 28. března 1969)
- 16. října
  - Michael Collins, irský politik a revolucionář, jeden ze zakladatelů IRA († 22. srpna 1922)
  - Maria Goretti, italská světice a mučednice († 6. července 1902)
  - Paul Strand, americký fotograf a kameraman českého původu († 31. března 1976)
- 20. října – Jelly Roll Morton, americký klavírista († 10. července 1941)
- 22. října – Hans-Joachim Buddecke, německý bojový pilot a letecké eso († 10. března 1918)
- 29. října
  - Hans-Valentin Hube, generálplukovník německého Wehrmachtu († 21. dubna 1944)
  - Alfredo Ottaviani, italský kardinál, filosof, právník a teolog († 3. srpna 1979)
- 02. listopadu – Moa Martinsonová, švédská spisovatelka († 5. srpna 1964)
- 04. listopadu – Klabund, německý básník, dramatik a překladatel († 14. srpna 1928)
- 09. listopadu – Grigorij Kulik, maršál Sovětského svazu a velitel dělostřelectva († 24. srpna 1950)
- 15. listopadu – Richmal Cromptonová, anglická spisovatelka († 11. ledna 1969)
- 22. listopadu – Charles de Gaulle, francouzský prezident († 9. listopadu 1970)
- 23. listopadu – El Lisickij, ruský a sovětský výtvarný umělec († 30. prosince 1941)
- 01. prosince – Vasilij Konstantinovič Bljucher, sovětský voják a politik († 9. listopadu 1938)
- 05. prosince – Fritz Lang, rakouský a americký filmový režisér a scenárista († 2. srpna 1976)
- 06. prosince
  - Violet Mary Firthová, britská okultistka a spisovatelka († 6. ledna 1946)
  - Rudolf Schlichter, německý výtvarník († 3. května 1955)
- 11. prosince – Carlos Gardel, argentinský zpěvák tanga († 24. června 1935)
- 12. prosince – Kazimierz Ajdukiewicz, polský filosof, logik a sémantik († 12. dubna 1963)
- 15. prosince – Harry Babcock, americký olympijský vítěz ve skoku o tyči († 15. června 1965)
- 18. prosince – Edwin Howard Armstrong, americký vynálezce († 1. února 1954)
- 26. prosince
  - Percy Hodge, britský olympijský vítěz 1920 († 27. prosince 1967)
  - Rainer von Fieandt, finský bankéř a politik († 28. dubna 1972)
- 0neznámé datum
  - Lavrentij Kartvelišvili, gruzínský bolševický politik († 1937)
  - Hildegarde Hoyt Swiftová, americká spisovatelka († 1972)

## Úmrtí

### Česko

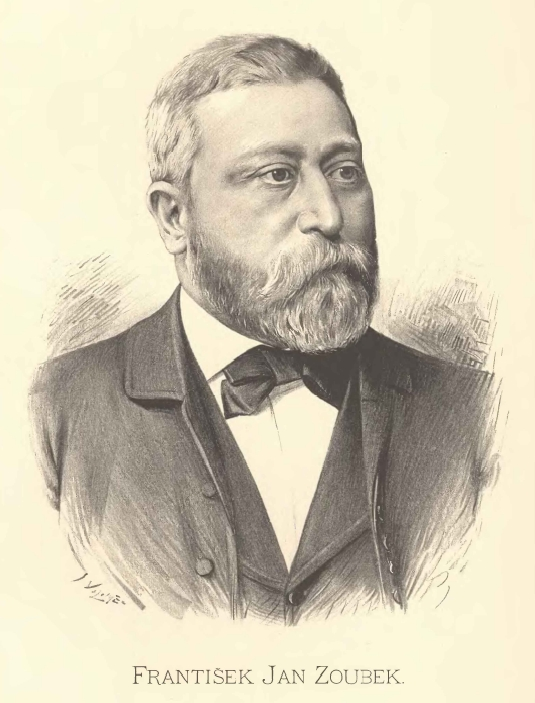
František Jan Zoubek († 29. června)

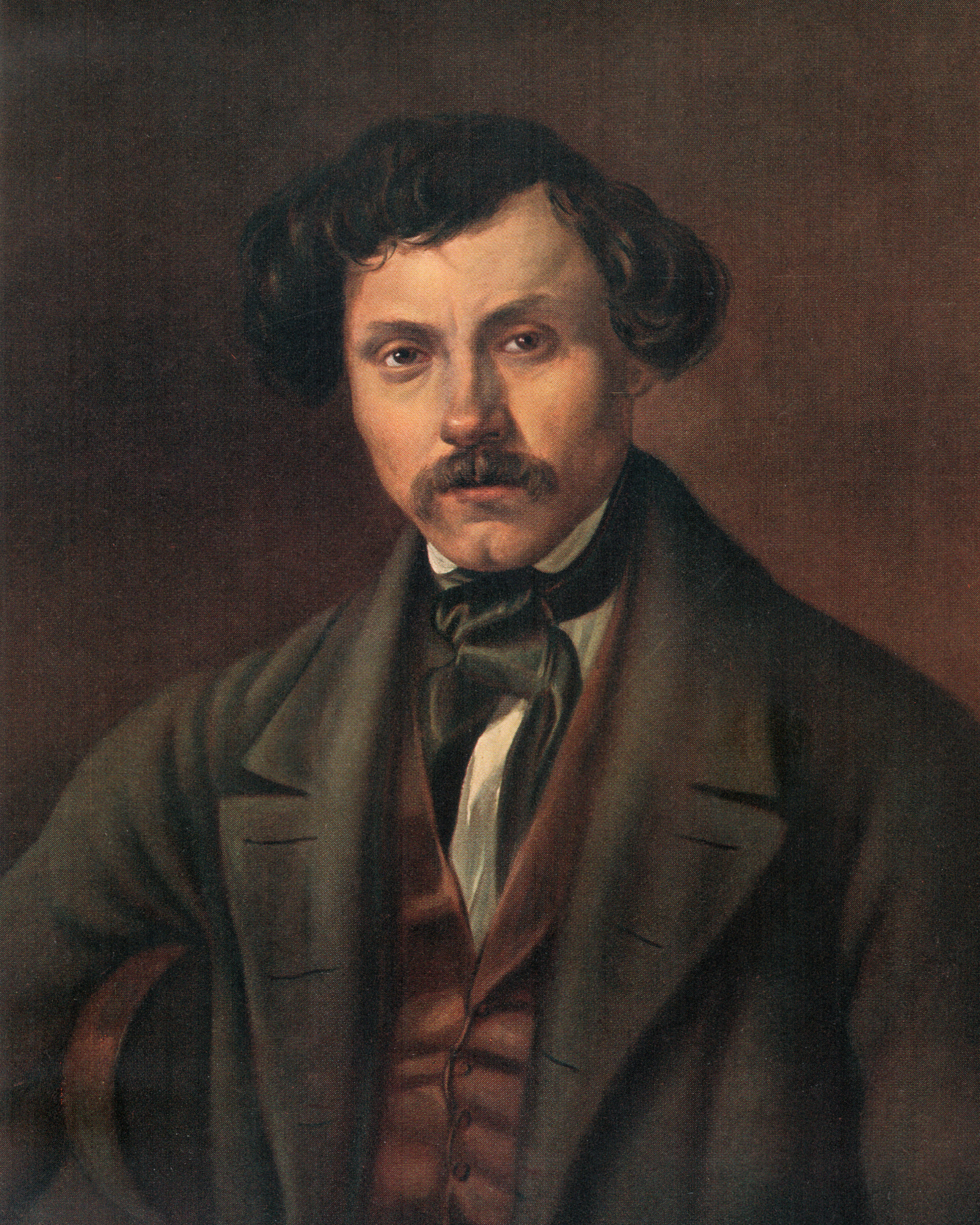
Vincenc Josef Rott († 25. prosince)

- 01. ledna – František Chalupa český básník, spisovatel a překladatel (* 30. prosince 1857)
- 12. ledna – František Xaver Škorpík, moravský kněz a vlastenec (* 16. října 1813)
- 17. ledna – Jan Kozánek, český advokát, novinář a politik (* 21. června 1819)
- 18. ledna – Beda Dudík, kněz, církevní historik (* 29. ledna 1815)
- 28. ledna – Johann Herrmann Adam, starosta Polevska a poslanec Českého zemského sněmu (* 22. listopadu 1812)
- 29. ledna – Josef Huttary, malíř (* 17. listopadu 1841)
- 18. února – Franz von Hein, ministr spravedlnosti Rakouského císařství (* 28. června 1808)
- 04. března – Bohumil Podhrázský, český malíř (* 26. června 1868)
- 09. března – Vojtěch Křišťan, kněz a diplomat (* únor 1839)
- 12. března – Otto Pinkas, dramatik a spisovatel (* 2. března 1849)
- 20. března – Jan Schwetz, děkan olomoucké teologické fakulty (* 19. června 1803)
- 26. března – Leopold Stephan, malíř (* 1826)
- 30. března – Martin Weinfurt, český učitel, spisovatel a redaktor (* 25. listopadu 1832)
- 07. dubna – Václav Munzar, poslanec Českého zemského sněmu, starosta Lázní Bělohrad (* 17. dubna 1837)
- 23. dubna – Karel Pavlík, český malíř (* 30. října 1862)
- 03. června – Václav Žížala-Donovský, novinář, spisovatel a herec (* 30. srpna 1824)
- 05. června – Jan Zdeněk Veselý, pražský sládek, sokolský funkcionář, dramatik (* 14. ledna 1850)
- 17. června – Kuneš Kunz, organizátor českojazyčného školství a kultury v Brně (* 18. února 1846)
- 16. června – Josef Walter, český pedagog (* 27. března 1815)
- 25. června – Bedřich Tesař, architekt (* 1835)
- 29. června – František Jan Zoubek, český středoškolský profesor a historik (* 6. prosince 1832)
- 02. října – Karel Bohuš Kober, český sportovec (* 13. prosince 1849)
- 14. října – Josef Václav Frič, český spisovatel, novinář a politik (* 5. září 1829)
- 24. listopadu – Eduard Knoll, poslanec Českého zemského sněmu a starosta Karlových Varů (* 11. prosince 1839)
- 04. prosince – Tomáš Seidan, český sochař a pedagog (* 6. září 1830)
- 25. prosince – Vincenc Josef Rott, pražský obchodník (* 18. května 1813)
- 28. prosince – Wendelin Rziha, rakouský a český právník a politik německé národnosti (* 3. října 1827)
- 0neznámé datum
  - Josef Glaßner, starosta Znojma (* 1810)
  - Matěj Kubíček, kněz a politik (* 14. ledna 1826)

### Svět

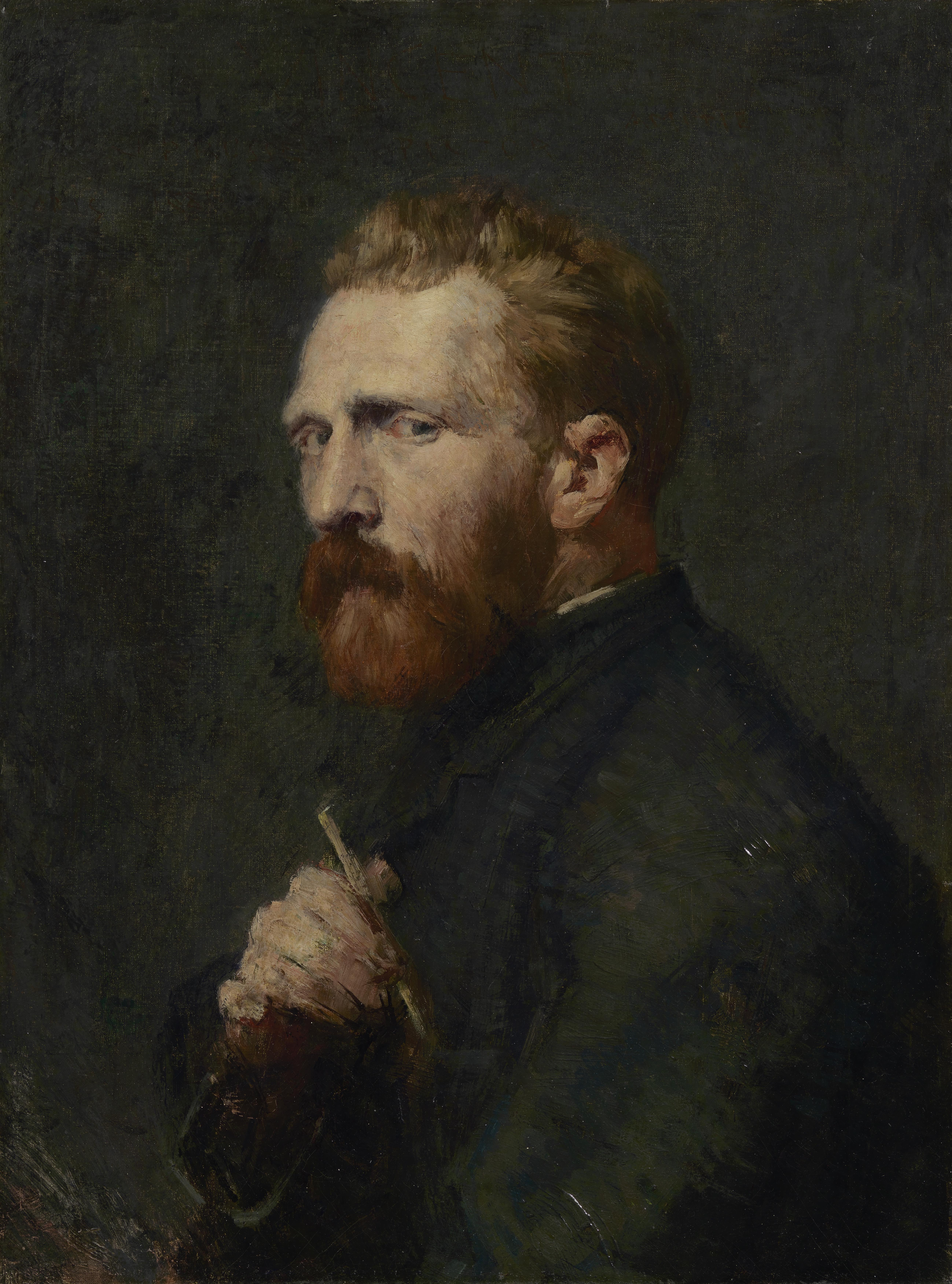
Vincent van Gogh († 29. července)

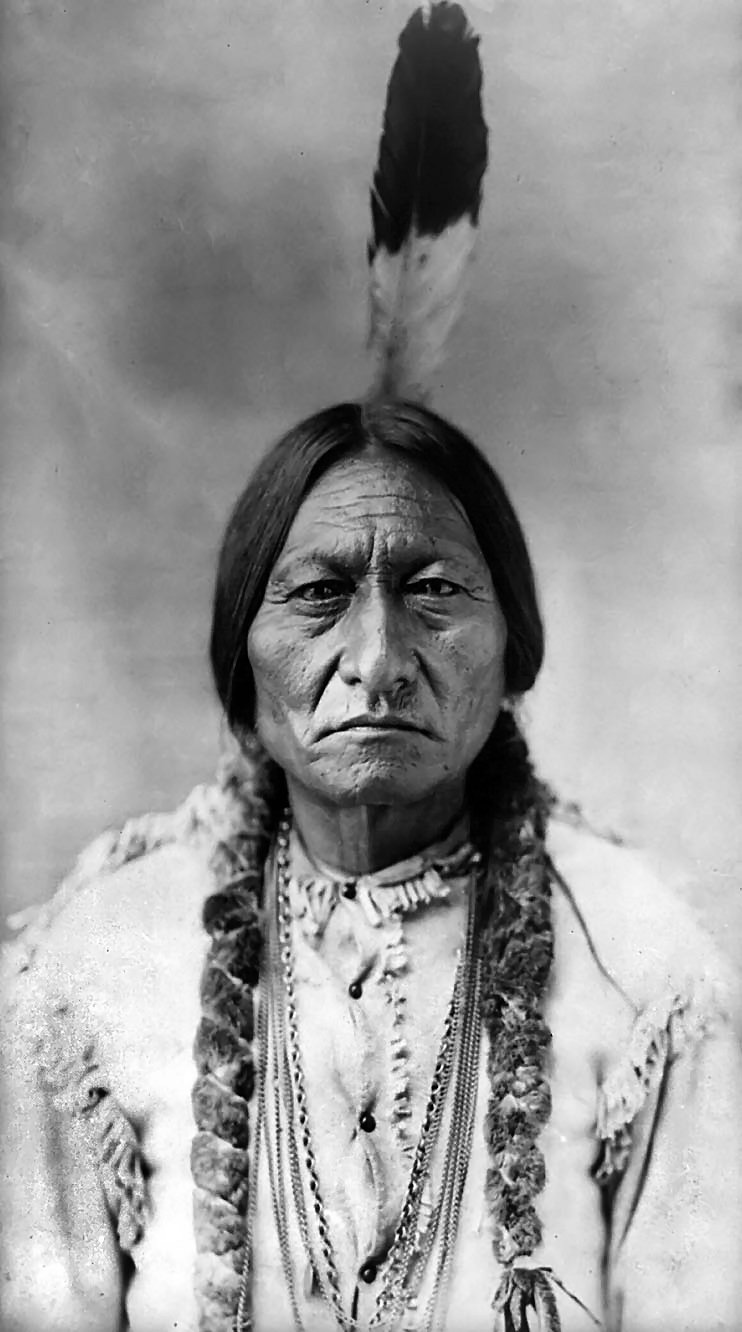
Sedící býk († 15. prosince)

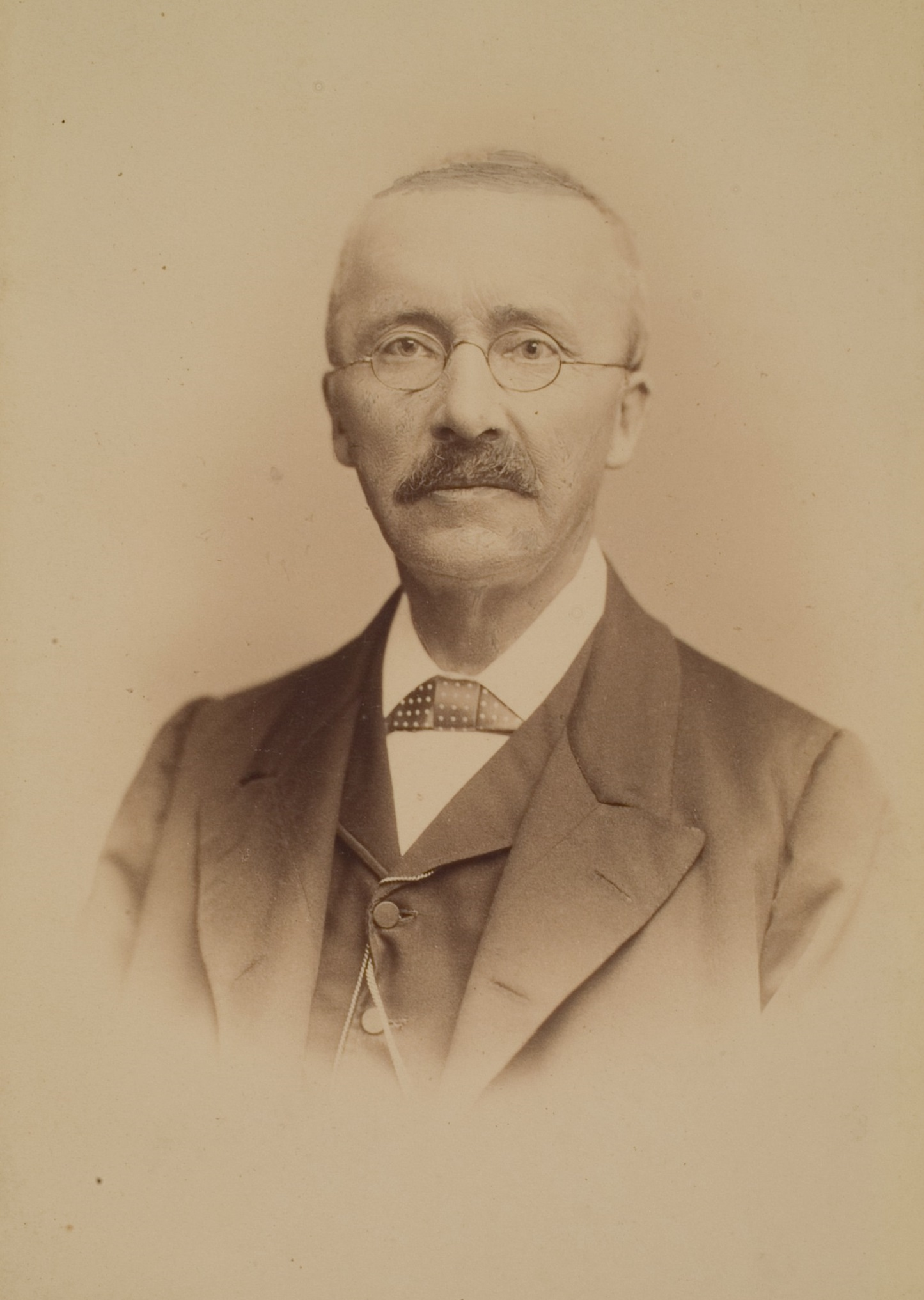
Heinrich Schliemann († 26. prosince)

- 04. ledna – Karel Vilém z Auerspergu, rakouský ministerský předseda (* 1. května 1814)
- 05. ledna
  - Maria Repetto, italská řeholnice, blahoslavená katolické církve (* 1. listopadu 1807)
  - Angelo Quaglio, německý scénický výtvarník (* 13. prosince 1829)
- 07. ledna – Augusta Sasko-Výmarská, pruská královna a německá císařovna (* 30. září 1811)
- 12. ledna – Sarah Fairbrotherová, anglická herečka a milenka Jiřího z Cambridge (* 31. října 1816)
- 17. ledna – Salomon Sulzer, rakouský synagogální předzpěvák a skladatel (* 30. března 1804)
- 18. ledna – Amadeus I. Španělský, španělský král z dynastie Savojských (* 30. května 1845)
- 03. února – Christoph Buys Ballot, nizozemský chemik a meteorolog (* 10. října 1817)
- 18. února – Gyula Andrássy, první ministerský předseda Uherského království (* 8. března 1823)
- 20. února – Charles Christopher Parry, americký botanik a horolezec (* 28. srpna 1823)
- 22. února – Carl Heinrich Bloch, dánský malíř (* 23. května 1834)
- 26. února – Wilhelm Gail, německý malíř (* 7. března 1804)
- 16. března – Zorka Černohorská, černohorská princezna (* 23. prosince 1864)
- 22. března – Moritz von Streit, předlitavský politik (* 20. května 1826)
- 30. března – Emilie Bach, německá novinářka (* 2. července 1840)
- 01. dubna – Alexandr Fjodorovič Možajskij, ruský vynálezce, průkopník letectví (* 21. března 1825)
- 10. dubna – Franz Albert Eder, arcibiskup salcburský a politik (* 30. ledna 1818)
- 11. dubna – Joseph Merrick, sloní muž (* 5. srpna 1862)
- 15. dubna – Eugène-Melchior Péligot, francouzský chemik (* 24. března 1811)
- 08. května – Jozef Emanuel, slovenský básník (* 18. března 1803)
- 16. května – Helena Bavorská, bavorská vévodkyně a kněžna Thurn-Taxis, sestra císařovny Sissi (* 1834)
- 18. května – Alexander Hamilton-Gordon, skotský generál a politik (* 11. prosince 1817)
- 29. května – Alexander von Koller, rakousko-uherský generál a politik (* 3. června 1813)
- 13. června – Johann Voldemar Jannsen, estonský básník a spisovatel (* 16. května 1819)
- 07. července – Henri Nestlé, švýcarský podnikatel (* 10. srpna 1814)
- 13. července – John Charles Frémont, americký objevitel a politik (* 21. ledna 1813)
- 15. července – Gottfried Keller, švýcarský spisovatel (* 19. červenec 1819)
- 20. července – Richard Wallace, anglický sběratel umění a mecenáš (* 21. června 1818)
- 28. července – Maksymilian Fajans, polský litograf a fotograf (* 1825)
- 29. července – Vincent van Gogh, nizozemský malíř a jeden ze zakladatelů expresionismu (* 30. března 1853)
- 04. srpna – Ivan Mažuranić, chorvatský básník (* 11. srpna 1814)
- 06. srpna – William Kemmler, první člověk popravený na elektrickém křesle (* 9. května 1860)
- 11. srpna – John Henry Newman, anglikánský teolog a filozof (* 21. února 1801)
- 30. září – Frederick H. Billings, americký právník a finančník (* 27. září 1823)
- 16. října – Auguste Toulmouche, francouzský malíř (* 21. září 1829)
- 20. října – Richard Francis Burton, britský cestovatel, spisovatel, vědec a diplomat (* 19. března 1821)
- 26. října – Carlo Collodi, italský novinář a spisovatel (* 24. listopadu 1826)
- 04. listopadu – Helene Demuth, služka Karla Marxe a Friedricha Engelse (* 31. prosince 1820)
- 08. listopadu – César Franck, belgicko-francouzský hudební skladatel a varhaník (* 10. prosince 1822)
- 23. listopadu – Vilém III. Nizozemský, nizozemský král, lucemburský velkovévoda (* 19. února 1817)
- 27. listopadu – Emanuele Muzio, italský dirigent (* 24. srpna 1821)
- 15. prosince
  - Sisinio de Pretis, předlitavský státní úředník a politik (* 14. února 1828)
  - Sedící býk, náčelník indiánského kmene Siouxů (* březen 1831)
- 21. prosince
  - Johanne Luise Heiberg, dánská herečka (* 22. listopadu 1812)
  - Niels Wilhelm Gade, dánský hudební skladatel a dirigent (* 22. února 1817)
- 23. prosince – Mary Pearceyová, anglická vražedkyně (* 1866)
- 26. prosince – Heinrich Schliemann, německý podnikatel a archeolog (* 6. ledna 1822)
- neznámé datum – Jan Salvátor Toskánský, rakouský arcivévoda (* 25. listopadu 1852)

## Hlavy států

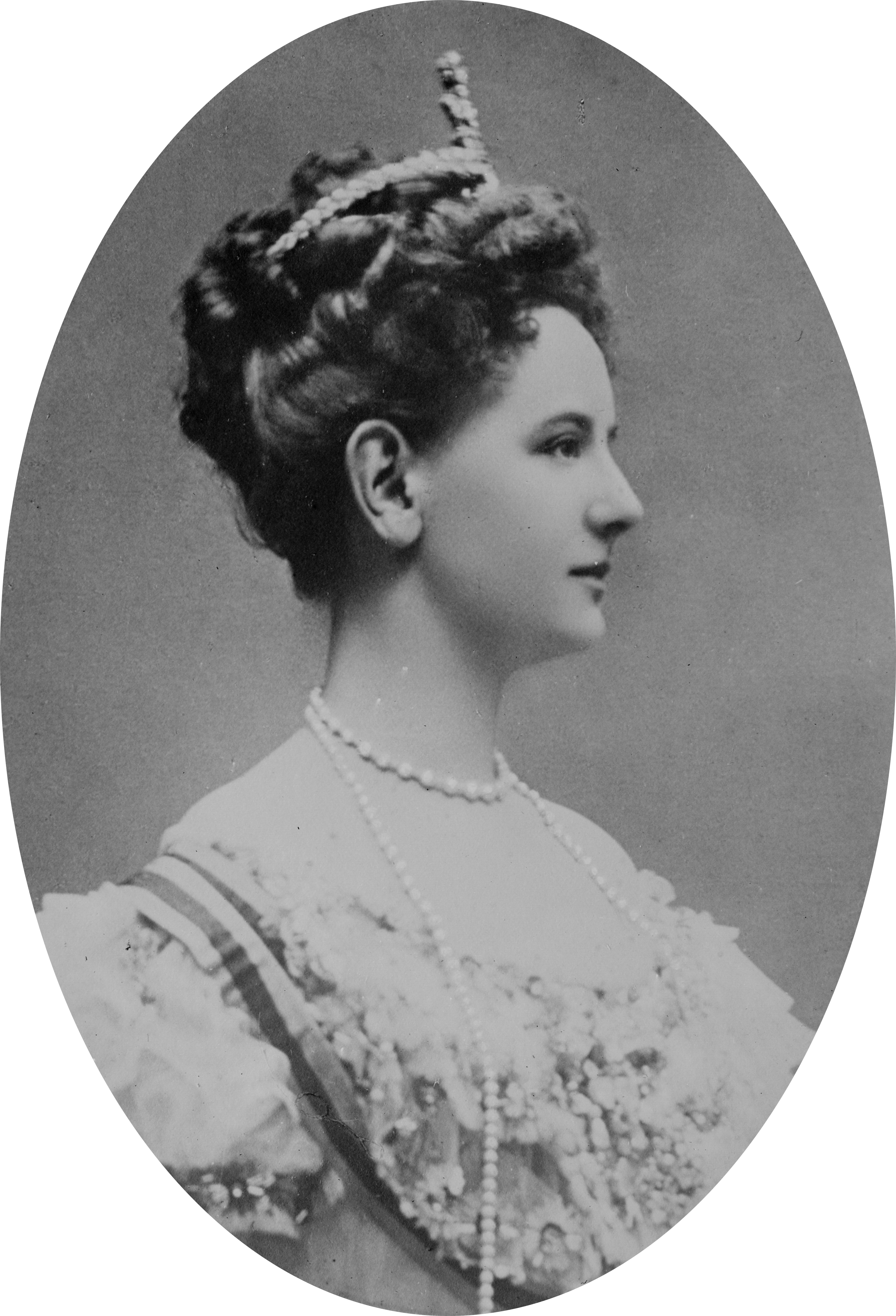
V roce 1890 nastoupila na trůn Vilemína Nizozemská

- České království – František Josef I. (1848–1916)
- Papež – Lev XIII. (1878–1903)
- Království Velké Británie – Viktorie (1837–1901)
- Francie – Marie François Sadi Carnot (1887–1894)
- Uherské království – František Josef I. (1848–1916)
- Rakouské císařství – František Josef I. (1848–1916)
- Rusko – Alexandr III. (1881–1894)
- Prusko – Vilém II. Pruský (1888–1918)
- Dánsko – Kristián IX. (1863–1906)
- Švédsko – Oskar II. (1872–1907)
- Belgie – Leopold II. Belgický (1865–1909)
- Nizozemsko – Vilém III. Nizozemský (1849–1890) / Vilemína Nizozemská (1890–1948)
- Řecko – Jiří I. Řecký (1863–1913)
- Španělsko – Alfons XIII. Španělský (1886–1931)
- Portugalsko – Karel I. Portugalský (1889–1908)
- Itálie – Umberto I. (1878–1900)
- Osmanská říše – Abdulhamid II. (1876–1909)
- USA – Benjamin Harrison (1889–1893)
- Japonsko – Meidži (1867–1912)